# Sandra Ramos
Sandra Ramos (La Havane, 1969) est une artiste contemporaine cubaine. Peintre, graveuse, collagiste, elle explore aussi au moyen d'installations la nationalité, le genre et l'identité dans ses œuvres.
Elle est surtout connue pour ses œuvres mettant en scène son personnage Ariane, qui est composé d'un autoportrait et d'une partie appropriée d'une illustration d'Alice au pays des merveilles. Ramos s'est installée à Miami, en Floride, et travaille comme artiste en résidence au Bakehouse Art Complex et comme artiste d'exposition sous contrat aux Foutain Head Art Studios. Elle est également une commissaire d'exposition renommée à Cuba, et elle a remporté un prix national pour son travail de commissaire d'exposition sur l'exposition collective La Huella Múltiple (« L'empreinte multiple », en 2003) du Consejo Nacional de las Artes Plásticas (CNAP) à La Havane, Cuba.

## Biographie

### Jeunesse
Sandra Ramos Lorenzo naît à La Havane, au Cuba, le 16 octobre 1969.
Bien que Ramos ne soit pas issue d'une famille d'artistes, elle est fortement inspirée par la peintre Gloria González, une amie proche de sa grand-mère. Ramos a deux frères et sœurs restés à La Havane. Sa sœur Liane fait visiter l'atelier de Ramos à La Havane et dirige de petits ateliers de xylographie en tant qu'assistante. Son frère Ruben aide également à diriger l'atelier de gravure.
De 1984 à 1988, Ramos poursuit ses études secondaires à l'École élémentaire d'arts visuels 20 de Octubre de l'Académie nationale des beaux-arts San Alejandro (es), puis étudie auprès notamment de José Bedia Valdés et Leandro Soto (en) à l'Institut supérieur d'art de La Havane (es) de 1988 à 1993, où elle obtient un diplôme de gravure.

### Carrière
Ramos considère 1993 comme la première année officielle de sa carrière, lorsqu'elle a présenté sa première exposition personnelle « Manera de matar las soledades » au Centro de Desarrollo de las Artes Visuales (CDAV) à La Havane, Cuba. La carrière d'artiste de Ramos a commencé pendant la « période spéciale en temps de paix » de Cuba. Cette période, commencée en 1990, est le résultat de la dislocation de l'URSS et de l'embargo des États-Unis contre Cuba. Elle est marquée par un déclin de l'économie qui affecte négativement la qualité de vie de tous les Cubains. Pendant cette période, de nombreuses personnes quittent Cuba, dont le compagnon de Sandra Ramos, parti en 1992. Elle choisit difficilement de ne pas le suivre, et les expériences personnelles découlent de ces difficultés sont le terreau du travail de Ramos, qui communique un sentiment d'isolement, de deuil et de perte. En 2003, l'artiste a fait allusion à la façon dont son expérience de la vie à Cuba a affecté son art en disant : « Mon travail est trop lié à ma vie là-bas et ma vie changerait beaucoup si je partais ». En 1993, Sandra Ramos devient enseignante à l'Institut supérieur d'art, un poste qu'elle occupe jusqu'en 1998. Depuis lors, elle continue à s'impliquer dans le monde de l'art, devenant commissaire d'expositions comme La Huella Múltiple et donne des conférences et des ateliers dans des institutions et des universités internationales telles que le CUNY Graduate Center de New York, l'Université Wake Forest de Winston-Salem, l'Université George-Mason du comté de Fairfax, l'Université de La Havane, aux Beaux-Arts de Paris, le Barbican Center de Londres, l'École du Musée des Beaux-Arts de Boston (en), le Lowe Art Museum (en) de Miami, l'Université de Floride à Miami, le musée d'Art de Fuchu (ja) au Japon, notamment.
La première tentative de Ramos d'entrer aux États-Unis a lieu en 2004, pour y tenir sa première exposition individuelle à la Fraser Gallery (en) de Georgetown. Cependant, sa visite est interdite par le département d'État américain parce que « dans le but d'accroître la pression en faveur d'un changement démocratique à Cuba en tarissant le flux de devises fortes vers le régime castriste, le gouvernement américain avait renforcé les restrictions sur les voyages des artistes cubains aux États-Unis ».
En février 2014, suivant une grande partie de sa famille et de ses amis, Ramos déménage à Miami, en Floride, pour travailler comme artiste en résidence aux Fountain Head Art Studios, et, en septembre 2016, elle commence une deuxième résidence au Bakehouse Art Complex, également situé à Miami, qu'elle maintient toujours.

### Prise de position
En mai 2021, Sandra Ramos et une vingtaine d'artistes cubains dont Tania Bruguera, Carlos Garaicoa et Tomas Sanchez demandent le retrait de la vue de public de leurs œuvres du Musée national des Beaux-Arts de Cuba en soutien à l'artiste cubain Luis Manuel Otero Alcántara,  « séquestré et maintenu sans communication par la sécurité de l'État » depuis le 2 mai. Le Musée national des Beaux-Arts rejette cette demande qui n'est pas, selon son communiqué, en accord avec l'intérêt du public,,.
Alors qu'elle devait se rendre à l'été 2021 à un festival de lumières à Coral Gables (Miami), le maire de la ville annonce retirer toute subvention à l'évènement si Sandra Ramos n'en est pas évincée, l'accusant de sympathies pour le gouvernement communiste cubain.

## Œuvre

### Style et thèmes
Ramos utilise divers supports pour son art, notamment des peintures, des gravures, des collages, des installations et des animations numériques, mais le support pour lequel elle est le plus connue est la gravure sur bois. Ramos a d'abord appris les techniques de gravure à l'école secondaire, et continue de pratiquer l'aquatinte, une technique de gravure qui, au contraire de la gravure sur bois, ne produit que des zones de ton plutôt que des lignes. Ramos explique que « bien que la gravure (sur bois) reste [son] médium préféré, [elle voulait] étendre le potentiel expressif et communicatif de mon travail grâce à un nouveau support numérique. L'animation numérique [lui] permet d'élever [ses] capacités de narration en créant une continuité temporelle pour [ses] petites vignettes ».
Les peintures, gravures, installations, collages et animations numériques de Sandra Ramos abordent souvent des sujets tabous dans la société cubaine contemporaine tels que le racisme, les migrations de masse, le communisme et les injustices sociales dans la société cubaine contemporaine,. Ramos a été explicite sur la façon dont son art, non seulement recoupe les questions sociales, politiques et mondiales, mais est également fait dans l'intention de faire une déclaration critique sur l'avenir. Elle le fait en utilisant un paradoxe de contradictions de l'idéalisme. Dans son art, elle exprime des sentiments profonds de perte et de deuil qui sont associés aux choix de sa famille, de ses amis et de son partenaire dans la vie. Elle explore le traumatisme qui a accompagné la rupture de tous ces liens et les sentiments de solitude et de désespoir qui en ont résulté.
De plus, elle est connue pour l'expression visuelle de sa relation avec les réalités politiques et sociales de Cuba, en particulier celles qui concernent la diaspora cubaine. Dans l'ensemble de son œuvre, l'artiste utilise des personnages familiers de la littérature, de l'histoire et du folklore qui non seulement créent un contexte pour son travail, mais expriment également ses opinions politiques ou sociales. Un motif commun dans son travail est l'utilisation d'un personnage nommé Ariadne. L'artiste la présente comme une jeune fille dont le visage semble innocent, sans culpabilité et inconsciente des difficultés de la vie. Le visage du personnage est un autoportrait de l'artiste qui est utilisé dans un contexte surréaliste similaire à celui de la protagoniste d'Alice au pays des merveilles. L'artiste s'approprie ce contexte fictif pour faire un commentaire sur la vie dans le Cuba contemporain. Son travail se prête à une narration qui joue sur les aventures de l'héroïne de Lewis Caroll, mais son personnage est plutôt un explorateur enfantin de Cuba sous le régime de Fidel Castro.

### Réception
Le critique d'art cubain et commissaire d'exposition Gerardo Mosquera dit de Ramos qu'elle est « une artiste qui abandonne sa biographie, ses sentiments les plus intimes et son propre corps pour discuter de problèmes sociaux, politiques et culturels [...] Elle utilise son portrait pour personnifier le drapeau cubain, l'île, établissant un parallèle entre sa situation personnelle et la souffrance de son propre pays ».
La Mayer Fine Art Gallery de Norfolk, qui la représente en Virginie, qualifie le travail de Ramos de « révolutionnaire » et affirme qu'elle est « parmi les premiers à remettre en question et à exposer les dures réalités de la vie cubaine. En abordant des questions interdites telles que les migrations de masse, la situation critique des habitants de Cuba, le racisme dans la société cubaine et les inégalités de la vie cubaine, Ramos a trouvé dans son art une voix qui lui a valu une renommée mondiale ».
En 2017, une exposition présentant le travail de Ramos, « On the Horizon: Contemporary Cuban Art », au Perez Art Museum de Miami, a été critiquée par la communauté des exilés cubains de Miami pour son inclusion d'œuvres d'artistes qui dépeignent l'île avec tendresse avant même son ouverture. Ils ont concilié cela en invitant les visiteurs à laisser des commentaires négatifs ou positifs en anglais ou en espagnol au musée.

## Conservation
Les œuvres de Ramos ont été intégrées dans les collections permanentes de nombreux musées, notamment le MoMA de New York, le Musée des Beaux-Arts de Boston, le musée d'Art de Fuchu (ja) au Japon, le musée national des Beaux-Arts de La Havane et le musée royal de l'Ontario.